# Великобайракский сельский совет (Миргородский район)
Великобайракский сельский совет (укр. Великобайрацька сільська рада) — входит в состав
Миргородского района
Полтавской области
Украины.
Административный центр сельского совета находится в 
с. Великий Байрак.

## Населённые пункты совета
- с. Великий Байрак
- пос. Декабристов
- с. Довгалево
- с. Цисево